# Cosmétotextile
La cosmétotextile ou cosméto-textile est une technologie qui fusionne l’univers des cosmétiques et celui des textiles à travers le procédé de la microencapsulation. Selon le Bureau de Normalisation des Industries Textiles et de l’Habillement (BNITH), « un cosmétotextile est un article textile contenant une substance ou une préparation destinée à être libérée durablement sur les différentes parties superficielles du corps humain, notamment sur l’épiderme, et revendiquant une (ou des) propriété(s) particulières telle(s) que nettoyage, parfum, modification d’aspect, protection, maintien en bon état ou correction d’odeurs corporelles. »
Les cosmétotextiles sont imprégnés d’un fini textile composé de microcapsules solides, chacune contenant une quantité spécifique de substance cosmétique, destinée à être libérée totalement et instantanément sur le corps humain. Les cosmétotextiles offerts sur le marché actuellement prônent des propriétés hydratantes, odorantes, amincissantes ou réduisant la cellulite.
Le relargage des microcapsules des cosmétotextiles est déclenché par un impact, habituellement un mouvement de friction ou de pression entre le corps et le tissu, provoquant la rupture des capsules en fragments et libérant les propriétés cosmétiques.
De récentes études ont remis en question la nature des coquilles des microcapsules et leur impact toxique ou possiblement allergène sur les humains. Puisque des résidus de coquilles et des quantités excessives et irrégulières de substances sont laissés sur la peau à la suite du relargage, la microencapsulation est privilégiée pour les applications qui n’entrent pas en contact direct avec le corps humain. Toutefois, une nouvelle technologie à base de microparticules d’origine naturelle comme véhicule cosmétique, la dermotextile, conquiert lentement le marché des soins pour la peau en remplacement de la cosmétotextile.
Néanmoins, la microencapsulation est fortement utilisée dans les textiles intelligents et offre des résultats optimaux lorsqu’elle est appliquée pour diffuser des substances dans l’environnement tel un parfum ou pour protéger contre les éléments extérieurs.
La société européenne Cosmétil Innovations fut un précurseur de la cosmétotextile en mettant au point un procédé breveté de fixation de substances contenant des actifs, sur les tissus, permettant une restitution progressive de ces actifs vers la peau avec possibilité de réactivation des propriétés à domicile par gel ou solution vaporisateur. Cosmétil Innovations a été lauréate du concours de projets innovants en 1999 - Ministère de la Recherche pour son procédé de fixation/restitution : le « recul d'ionisation ». Cette technologie émergente utilise aussi des microcapsules qui sont fixées sur le tissu.

## Utilisations

### Amincissement
Des sous-vêtements, de jour ou de nuit, sont commercialisés, alléguant des propriétés amincissantes qui ne sont pas démontrées. 